# Calgary Flames
Calgary Flames er et professionelt ishockeyhold der spiller i den bedste nordamerikanske række NHL. Klubben spiller sine hjemmekampe i Pengrowth Saddledome i Calgary, Alberta, Canada. Klubben flyttede til Calgary i 1980 efter at have tilbragt de foregående otte sæsoner i Atlanta, Georgia under navnet Atlanta Flames. Dermed er Calgary Flames det eneste hold i NHL der er flyttet fra USA til Canada.
Klubben har vundet Stanley Cuppen én gang, i sæsonen 1988-89. Derudover har man været i finalen to gange, i 1986 og 2004.

## Nuværende spillertrup
Pr. 30. august 2008.
Målmænd
- 1  Curtis McElhinney
- 34  Miikka Kiprusoff

Backer
- 3  Dion Phaneuf
- 4  Jim Vandermeer
- 5  Mark Giordano
- 6  Cory Sarich
- 8  Anders Eriksson
- 28  Robyn Regehr – A
- 33  Adrian Aucoin
- 44  Rhett Warrener

Forwards
- 7  Todd Bertuzzi
- 12  Jarome Iginla – C
- 13  Michael Cammalleri
- 17  Rene Bourque
- 18  Matthew Lombardi
- 19  Wayne Primeau
- 20  Curtis Glencross
- 22  Daymond Langkow
- 23  Eric Nystrom
- 24  Craig Conroy
- 25  David Moss
- 26  Marcus Nilson
- 36  André Roy
- 41  Dustin Boyd
- 45  Jamie Lundmark
- 65  Kyle Greentree

## 'Fredede' numre
- 9 Lanny McDonald, RW, 1981-89
- 30 Mike Vernon, G, 1982-94 & 2000-02
- 99 Wayne Gretzky, C (nummer fredet i hele NHL)